# SN 2002ay
SN 2002ay – supernowa odkryta 14 lutego 2002 roku w galaktyce A104928-0429. W momencie odkrycia miała maksymalną jasność 21,60m.